# Сероводород
Сероводородът е безцветен отровен газ със задушлива миризма на развалени яйца.  Свързва се с хемоглобина на кръвта, блокирайки пренасянето на кислород и въглероден диоксид от белите дробове до тъканите и обратно. Формулата на сероводорода е H2S. Има молекулен строеж.
Открит е през 1777 г. от шведския химик Карл Вилхелм Шееле.

## В природата
В природата сероводород се среща в състава на природния газ, вулканичния газ, а в разтворен вид и в естествени водоеми, като например в Черно море на дълбочина под 200 m. Образува се при гниенето на протеини, съдържащи аминокиселините метионин и/или цистеин. Малко количество сероводород се съдържа и в чревните газове при животните и хората. Образува се и при разлагане на органични материали, като например в блатата, тропическите гори и в морските дълбочини.

## Получаване
FeS + 2HCl → FeCl2 + H2S

## Химични свойства
Сероводородът се разтваря във вода, като се получава слабата сероводородна киселина
H2S + H2O → H3O + HS
В силно алкална среда протича и следващата дисоциация
HS- + H2O → H3O + S
При обикновена температура сероводородът се окислява. Получават се сяра и вода.
2H2S + O2 → 2S + 2H2O
Запален H2S гори със синкав пламък. Усеща се остра задушлива миризма, която се дължи на отделящия се при процеса серен диоксид. Този процес се използва за получаване на серен диоксид в промишлени количества.
2H2S + 3O2 → 2SO2 + 2H2O
При висока температура сероводородът се разлага.
H2S → S + H2

## Приложение
1. Производство на сяра – сероводородът се използва за производство на сяра, който е важен компонент на много промишлени процеси, включително производството на киселини и бензин.
2. Нефтена и газова промишленост – сероводородът е често срещан при извличането на нефт и газ от земята. Той може да бъде използван за оценка на качеството на газа и за поддържане на сигурността на работниците в газовите месторождения.
3. Производство на хартия, текстил и други материали – сероводородът може да бъде използван в производството на различни материали, включително хартия, текстил, кожи и други.
4. Лечение на определени заболявания – сероводородът се използва в медицината за лечение на някои заболявания, включително артрит, астма и други.
5. Хранителна промишленост – сероводородът може да се използва в хранителната промишленост за подобряване на хранителните добавки и за консервиране на храни.

## Физиологично действие
Когато се вдишва сероводород в големи количества, той може да дразни дихателните пътища и да доведе до затруднено дишане, кашлица, задух и в крайна сметка до задържане на дишането и задухване. Също така сероводородът може да доведе до неврологични проблеми като главоболие, гадене, възпаление на очите и кожата и дори до смърт.
Сероводородът може да се абсорбира и през кожата. При излагане на кожата на големи количества сероводород може да доведе до раздразнение и дерматит.

## Влияние върху околната среда
Въздухът: Сероводородът е отговорен за замърсяване на въздуха в някои индустриални зони, където се използват горива с високо съдържание на сяра.
Водите: Водните организми могат да бъдат сериозно засегнати от сероводород. Високите концентрации на сероводород могат да убиват рибата и други водни организми, като могат да доведат и до изменения в химичния баланс на водите. Сероводородът също така може да доведе до разрушаване на водните инфраструктури, като метални тръби и други материали.
Почвите: Сероводородът може да бъде намерен в почвите като резултат от дейността на бактерии, които разграждат органични вещества. Високите концентрации на сероводород могат да бъдат токсични за растенията, като могат да доведат и до изменения във физичните и химичните ѝ свойства.

## Интересни и любопитни факти
1. Мирисът на сероводорода се появява при разграждането на белтъчните храни, като яйца, месо и риба. Това е причината да се появява мирисът на гнило яйце или гнило месо, когато тези храни се разграждат.
2. Сероводородът има много важна роля в биологичните процеси. Той е важен за разграждането на органични вещества от бактерии, като помага за поддържането на екологичната равновесие в природата.
3. Сероводородът е използван за производство на препарати за лечение на някои заболявания, като се използва като газов инхалатор.
4. Сероводородът е отличен изолатор на електричество и е най-слабият кислороден агент в химията.
5. Сероводородът може да се съхранява като течен газ при температура под -60 градуса по Целзий.
6. Високите концентрации на сероводород във въздуха могат да предизвикат загуба на миризмата на хората, което може да има сериозни последици за тяхното здраве.
7. Голямото червено петно на Юпитер е най-големият атмосферен вихър в Слънчевата система. Съдържа големи количества сероводород, който придава червено-оранжев цвят на петното.